# Expansão métrica do espaço
A expansão métrica do espaço-tempo ou expansão métrica do universo é uma peça chave da ciência atual para compreender o Universo, através da qual o próprio espaço-tempo é descrito por um Tensor métrico que relaciona-se com o tempo de tal maneira que as dimensões espaciais parecem crescer ou estender-se à medida que o Universo envelhece. Explica como se expande o Universo no modelo do Big Bang, uma característica de nosso Universo suportada por todos os experimentos e observações cosmológicas, cálculos astrofísicos e medidas até agora. A métrica que descreve formalmente a expansão no modelo padrão do Big Bang designa-se como Métrica de Friedman-Lemaître-Robertson-Walker ou Modelo FLRW.
A expansão do espaço é conceitualmente diferente de outros tipos de expansões e explosões que são vistas na natureza. Nossa compreensão do "cenário do Universo" (o espaço-tempo) necessita que o espaço, o tempo e a distância não sejam absolutos, senão que são obtidos a partir de uma métrica que pode modificar-se. Na métrica de expansão do espaço, mais que objetos num espaço fixo distribuindo-se até o vazio, é o espaço que contém os objetos e que está modificando-se propriamente falando. É como se os objetos não se movessem por si mesmos, é o espaço que está "crescendo" de alguma maneira entre eles.
Devido a que é a métrica que define a distância que está alterando-se mais que os objetos movendo-se no espaço, esta expansão (e o movimento resultante são objetos afastando-se) não está limitada pela velocidade da luz, limitação esta que é resultante da relatividade especial.
A teoria e as observações sugerem que muito no princípio da história do Universo houve uma fase "inflacionária" onde esta métrica alterou-se muito rapidamente. A dependência do tempo restante que observamos desta métrica é a assim chamada expansão de Hubble, quantificando o afastamento de todos os objetos gravitacionalmente relacionados no Universo. O Universo em expansão é portanto uma característica fundamental do Universo em que habitamos, um Universo fundamentalmente diferente do Universo estático que Albert Einstein considerou ao princípio quando desenvolveu sua teoria gravitacional.

## Introdução

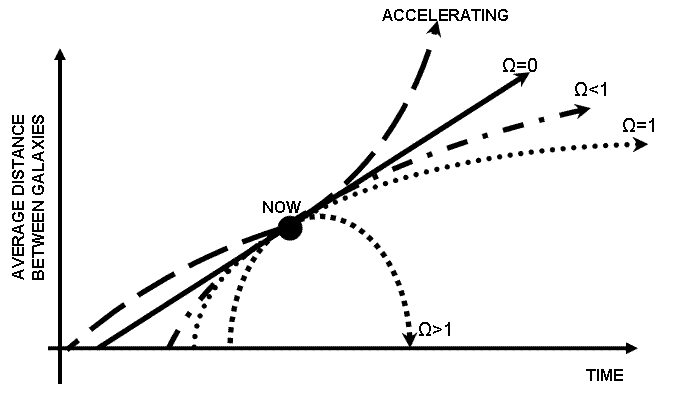
A expansão do Universo avança em todas as direções determinada pela constante de Hubble atual. Entretanto, a constante de Hubble pode ter mudado no passado e pode mudar no futuro dependendo do valor observado do parâmetro de densidade (Ω). Antes do descobrimento da energia escura, se cria que o Universo estava dominado pela matéria e assim Ω neste gráfico se corresponde com a relação da densidade de matéria com a densidade crítica.

Uma métrica define como se pode medir uma distância entre dois pontos próximos no espaço, em termos das coordenadas destes pontos. Um sistema de coordenadas relaciona pontos em um espaço (de qualquer número de dimensões) assinalando números únicos conhecidos como coordenadas, a cada ponto. A métrica é então uma fórmula que converte as coordenadas dos pontos em distâncias.
Por exemplo, considerando a medida da distância entre dois lugares na superfície da Terra. Este é um exemplo familiar característico de uma geometria não euclidiana. Devido a que a superfície da Terra seja bidimensional, os pontos na superfície da Terra se podem especificar mediante duas coordenadas, por exemplo, a latitude e a longitude. A especificação de uma métrica requer que primeiro se especifique as coordenadas utilizadas. Em nosso exemplo característico da superfície da Terra, podemos eleger qualquer tipo de sistema de coordenadas, por exemplo latitude e longitude ou coordenadas cartesianas (X-Y-Z). Uma vez que temos eleito um sistema de coordenadas específico, o valor numérico das coordenadas de dois pontos quaisquer são determinados de forma unívoca e, baseando-se nas propriedades do espaço sobre o que se está discutindo, a métrica apropriada também se estabelece matematicamente. Na superfície curva da Terra, podemos ver este efeito em voos longos percorridos onde a distância entre dois pontos é medida baseando-se em um grande círculo e não ao longo da linha reta que passa através da Terra.  Em teoria há sempre um efeito devido a esta curvatura, inclusive para pequenas distâncias, mas na prática para lugares "próximos", a curvatura da Terra é tão pequena que é desprezível para distâncias curtas.
Os pontos na superfície da Terra se podem especificar dando duas coordenadas. Devido a que o espaço-tempo tem quatro dimensões, temos que especificar os pontos neste dado espaço-tempo dando quatro coordenadas. As coordenadas mais convenientes em cosmologia se chamam coordenadas comóveis. Devido a que o espaço parece ser euclidianas, em grandes distâncias se podem especificar as coordenadas espaciais em termos de x, y, z, ainda que outras alternativas como as coordenadas esféricas são utilizadas habitualmente. A quarta coordenada necessária é o tempo, que se especifica nas coordenadas comóveis como o tempo cosmológico. A métrica do espaço a partir das observações, parece ser euclidiana a grande escala. O mesmo não se pode dizer da métrica do espaço-tempo, entretanto. A natureza não-euclidiana do espaço-tempo se manifesta pelo fato de que a distância entre pontos com coordenadas constantes cresce com o tempo, mas que permanecem constantes.
Tecnicamente, a expansão métrica do espaço é uma característica de muitas soluções das equações de campo de Einstein da relatividade geral e a distância se mede utilizando o intervalo de Lorentz. Esta explicação teórica proporciona uma explicação clara observacional da lei de Hubble que indica que as galáxias mais distantes de nós parecem estar se afastando mais depressa que as galáxias que estão mais próximas. Em espaços que se expandem, a métrica modifica-se com o tempo de uma forma que causa com que as distancias pareçam maiores em momentos posteriores, de tal maneira que em nosso Universo do Big Bang, observamos fenômenos associados com a expansão métrica do espaço. Se vivêssemos em um espaço que se contrai (um Universo do Big Crunch) observaríamos fenômenos associados com uma métrica de contração do espaço.
Os primeiros modelos relativistas predisseram que um Universo que era dinâmico e continha matéria gravitacional ordinária se contrairia mais que expandiria. A primeira proposta de Einstein para uma solução a este problema incluía adicionar uma constante cosmológica em suas teorias para balancear a contração e obter uma solução estática para o Universo. Mas em 1922 Alexander Friedmann apresentou suas famosas equações de Friedmann, demonstrando que o Universo poderia se expandir e apresentando a velocidade de expansão para este caso. As observações de Edwin Hubble em 1929 confirmaram que as galáxias distantes estavam todas afastando-se de nós pelo que os cientistas aceitaram que o Universo estava se expandindo. Até os desenvolvimentos teóricos dos anos 1980 ninguém teve uma explicação de porque era assim, mas com o desenvolvimento dos modelos de inflação cósmica, a expansão do Universo se converteu em uma característica geral resultante do vácuo quântico. Por conseguinte, a pergunta de "por que está o Universo se expandindo?" é agora contestada compreendendo-se os detalhes do processo de decomposição da inflação que ocorreu nos primeiros 10−32 segundos de existência de nosso Universo. Se sugere que neste momento a própria métrica modificou-se exponencialmente, ocasionando com que o espaço se modificasse de algo menor que um átomo para uns 100 milhões anos luz.

## Medição de distâncias
Na expansão do espaço, a distância é uma quantidade dinâmica que altera-se com o tempo. Há várias formas diferentes de definir distâncias em cosmologia, conhecidas como medidas de distância, mas a mais comum é a distância comóvel.
A métrica só define a distância entre pontos próximos. Para definir a distância entre pontos distantes arbitrariamente, tem-se que especificar dois parâmetros: os pontos e uma curva específica que os conecte. A distância entre os pontos se pode obter encontrando a longitude desta curva de conexão. A distância comóvel define esta curva de conexão como uma curva de tempo cosmológico constante. Operacionalmente, as distâncias comóveis não podem ser diretamente medidas por um simples observador com as limitações da Terra. Para determinar a distância de objetos distantes, os astrônomos geralmente medem a luminosidade de vela padrão ou o fator de deslocamento para o vermelho z de galáxias distantes e então convertem estas medidas em distâncias baseadas em alguns modelos particulares de espaço-tempo, como o Modelo Lambda-CDM.

## Provas observacionais
Até o ano 2000 os cientistas ainda não possuíam todas as peças de provas observacionais diretas para confirmar a métrica de expansão do Universo. Entretanto, antes do descobrimento desta prova, os cosmólogos teóricos consideraram que a métrica de expansão do espaço era uma característica provável do Universo, baseada no que eles supõem ser um pequeno número de princípios razoáveis na modelagem do Universo. Os mais importantes são:
- o princípio cosmológico que exige que o Universo pareça o mesmo em todas as direções (isotrópico) e tenha aproximadamente a mesma mistura suave de material (homogêneo);
- o princípio de Copérnico que exige que não exista um lugar no Universo preferencial (ou seja, o Universo não tem "ponto de partida").

Em vários graus, os cosmólogos têm descoberto provas suportando estas suposições, além das observações diretas da expansão do espaço. Hoje, a métrica de expansão do espaço é considerada pelos cosmólogos como uma característica observada, baseando-se em que ainda que não se possa ver diretamente, as propriedades do Universo que os cientistas têm provado e que podem ser observadas proporcionam uma confirmação convincente. As fontes da confirmação são:
- Edwin Hubble demonstrou que todas as galáxias e objetos astronômicos estão se afastando uns dos outros (lei de Hubble) como previa uma expansão universal.[2] Utilizando o Desvio para o vermelho de seu espectro eletromagnético para estimar a distância e a velocidade de objetos remotos no espaço, demonstrou que todos os objetos estavam se afastando de nós e que sua velocidade é proporcional a sua distância, uma característica da métrica de expansão. Estudos posteriores vieram a demonstrar que a expansão era extremamente isotrópica e homogênea, ou seja, não parece ter um ponto especial como "centro", mas parece Universal e independente de qualquer ponto central fixo;
- Em estudos da estrutura em grande escala do universo tomados de medições do deslocamento para o vermelho se descobriu o chamado "Final da Grandeza" nas maiores escalas do Universo. Até que estas escalas fossem verificadas, o Universo parecia "grumoso" com grupos de cúmulos galácticos e supercúmulos e filamentos que tinham qualquer característica exceto ser isotrópicos e homogêneos. Esta grumosidade desaparece em uma distribuição harmoniosa de galáxias nas maiores escalas da mesma maneira que um quadro de Jackson Pollock parece grumoso de perto, mas mais regular à distância e por completo;
- A distribuição isotrópica através do céu de erupções de raios gama distantes e supernovas é outra confirmação do Princípio Cosmológico;
- O Princípio Coperniciano só foi realmente comprovado em escala cosmológica por medições dos efeitos da radiação cósmica de fundo de microondas na dinâmica de sistemas astrofísicos distantes. Como se informou a partir de um grupo de astrônomos do European Southern Observatory, a radiação que impregna o Universo é demonstravelmente mais fria que nos primeiros tempos.[3] O arrefecimento uniforme da radiação cósmica de fundo de microondas durante milhões de anos é explicável agora se o Universo está experimentando uma expansão métrica.

Tomadas conjuntamente, a única teoria que explica coerentemente estes fenômenos depende de que o espaço se expanda através de uma alteração na métrica. De modo interessante, não foi até o descobrimento no ano 2000 das provas observacionais diretas para a mudança de temperatura do fundo cósmico de microondas que as construções mais bizarras não foram excluídas. Até este momento, estavam baseadas puramente em uma suposição de que o Universo não se comportava como se a Via Láctea estivera no centro de uma métrica fixa com uma explosão Universal de galáxias em todas as direções (como se vê, por exemplo, no modelo de Milne).
Além disso, os cientistas estão seguros que as teorias que dependem da expansão métrica do espaço são corretas porque têm passado pelas rigorosas provas do método científico. Em particular, quando os cálculos físicos são realizados baseando-nos nas teorias atuais (incluindo a métrica de expansão), parecem dar resultados e predições que, em geral, estão de acordo extremadamente próximos com observações astrofísicas e de física de partículas. A universalidade espacial e temporal das leis físicas foi até há pouco tomada como uma suposição filosófica fundamental que agora é comprovada nos limites observacionais do tempo e do espaço. Esta prova é tomada muito a sério porque o nível de detalhe e a quantidade total de medidas que as teorias predizem se pode demonstrar que coincide de forma precisa e exata com a realidade visível. O nível de precisão é difícil de quantificar, mas está na ordem da precisão vista nas constantes físicas que governam a física do Universo.
A observação é feita usando o Telescópio Espacial Hubble da NASA em 2019 de 70 estrelas, mostra que o universo está se expandindo cerca de 9% mais rápido que o esperado com base em sua trajetória vista logo após o Big Bang. Essa revelação diminui as chances de que a diferença seja um acidente, de 1 para cada 3 000 para apenas 1 para 100 000, e propõe que uma nova física possa ser necessária para compreender melhor o universo.

## Analogia com modelos
Devido a que a métrica de expansão não é vista na escala física dos humanos o conceito pode ser difícil de ser compreendido. Existem três analogias fundamentais, a analogia das "formigas em um balão", a analogia da "folha de látex" e a analogia de pão (ou bolo) de passas, que foram desenvolvidas para ajudar na compreensão conceitual. Cada analogia tem seus benefícios e seus inconvenientes.

## Modelo da bolha expansiva em extra dimensão
Nas duas últimas décadas, tem sido amplamente aceito que o universo está se expandindo em ritmo acelerado, impulsionado por uma força invisível conhecida como energia escura.  Cientistas propõem, em 2018, um modelo com energia escura e nosso Universo flutua em uma bolha expansiva em uma dimensão extra. Este modelo pode resolver o enigma da energia escura. O modelo requer que todo o Universo seja acomodado no limite dessa bolha em expansão. Toda a matéria existente no Universo corresponde às extremidades das cordas que se estendem para a dimensão extra. Bolhas expansíveis desse tipo podem vir a existir dentro do âmbito da teoria das cordas.

## Descrição matemática da expansão do Universo
Físicos da RUDN, em 2019, encontraram uma descrição matemática da expansão observada do Universo usando soluções cosmológicas no Modelo gravitacional de Einstein-Gauss-Bonnet em (n + 1)-dimensional. Os pesquisadores também provaram a existência de soluções estáveis com variabilidade relativamente pequena da constante G de gravidade efetiva.